# Heteroptilis suffruticosa
Heteroptilis suffruticosa là một loài thực vật có hoa trong họ Hoa tán. Loài này được Leute mô tả khoa học đầu tiên.